# Traductions arabes du IXe siècle

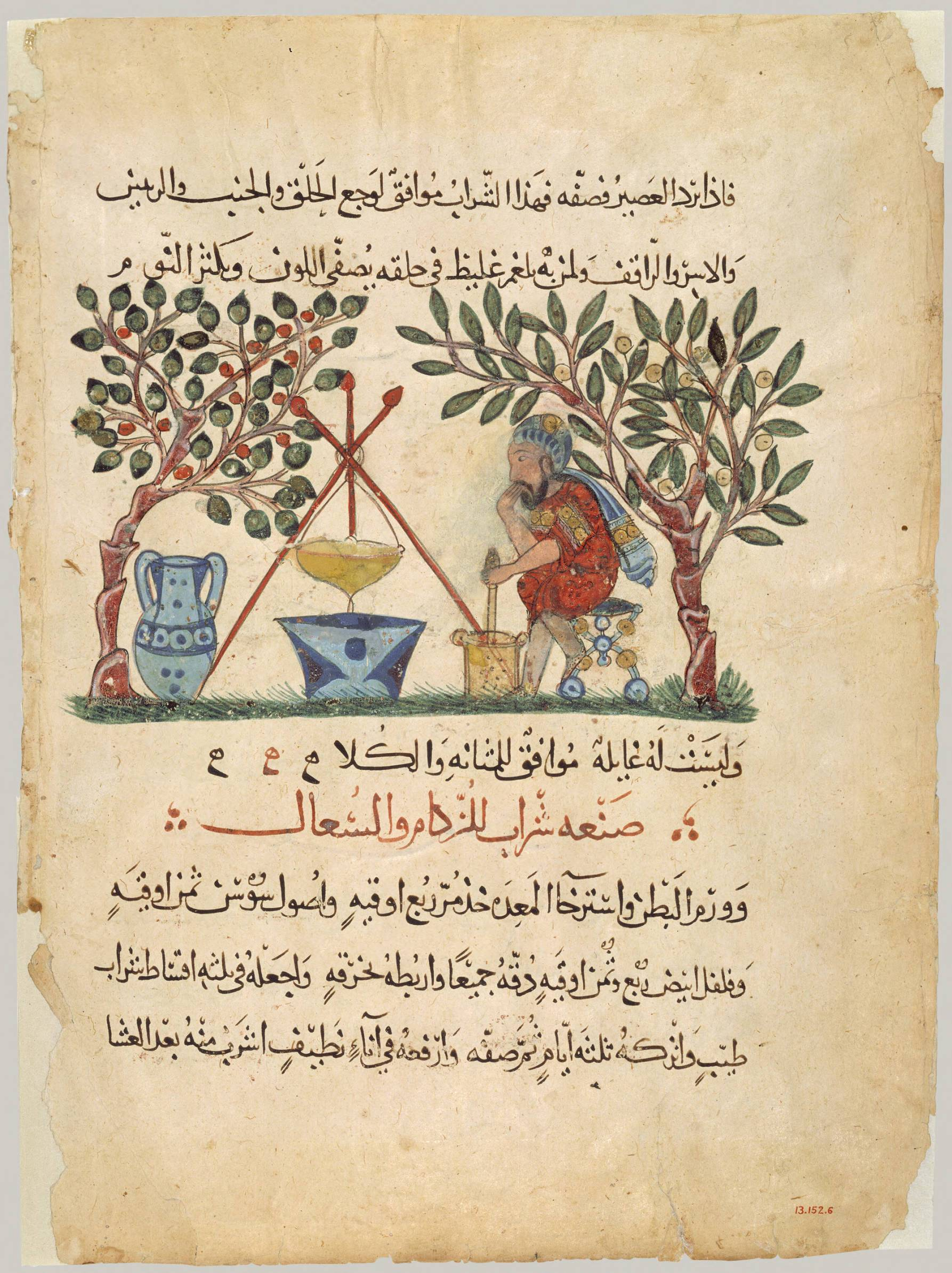
Feuille d’une traduction arabe de la Materia Medica de Dioscoride, traitant de la « Préparation de la médecine à partir de miel », 1224

Le mouvement de traduction est un effort coordonné de traduction d'écrits grecs et indiens en arabe durant l'âge d'or islamique. Il a commencé dans la maison de la sagesse à Bagdad au IXe siècle,.
La relation entre la première période des mathématiques islamiques et les mathématiques de la Grèce et de l’Inde n’est pas bien comprise car beaucoup de travaux n’ont pas survécu. Parmi les premières traductions on note celle de l'Almageste par Al-Hajjaj ibn Yusuf ibn Matar en 827. Par la suite le sabéen Thābit ibn Qurra (836–901) a traduit l'arithmétique de Nicomaque de Gérase et, avec les frères Banou Moussa, d'autres mathématiciens grecs.
Les mathématiques et l'astronomie ont été les premières matières auxquelles les traducteurs se sont intéressés. On note cependant les traductions de textes sur la médecine par Hunayn ibn Ishaq.